# BMW E9
BMW E9 este o serie de coupe-uri grand tourer produse de BMW între 1968 și 1975. Dezvoltată pe baza modelului BMW New Class coupé (BMW 2000 C și 2000 CS), seria E9 a fost un model esențial în istoria mărcii, punând bazele succesului BMW în motorsport și consolidând reputația companiei pentru vehicule sportive de lux.

## Dezvoltare și istoric
BMW E9 a fost introdus în 1968 ca o evoluție a BMW 2000 C/CS, având o caroserie mai lungă și mai lată pentru a găzdui motoarele cu șase cilindri în linie. Designul a fost realizat de Wilhelm Hofmeister, cunoscut pentru celebrul „Hofmeister kink” – curbura specifică montanților C ai BMW.
Modelul a fost fabricat în colaborare cu Karmann, care a asamblat caroseria înainte de finalizarea vehiculului la fabrica BMW din München.
Seria E9 a devenit faimoasă datorită succesului său în competițiile de turisme, unde versiunea BMW 3.0 CSL a fost un adevărat simbol în cursele de anduranță din anii ’70.

## Modele și Specificații Tehnice
E9 a fost produs în mai multe variante, fiecare echipată cu un motor cu șase cilindri în linie și transmisie manuală sau automată.

## BMW 3.0 CSL – Legenda Motorsportului
BMW 3.0 CSL („Coupé Sport Leichtbau” – coupe sport ușor) a fost o versiune specială, dezvoltată pentru competiții. Modelul a fost construit cu panouri mai ușoare, eliminarea unor echipamente de confort și un design aerodinamic optimizat.
Datorită succesului său în European Touring Car Championship și cursele de anduranță, CSL a fost supranumit „Batmobil” datorită kitului său aerodinamic impunător. Acest model a fost precursorul diviziei BMW M și a influențat designul BMW M1 și al seriei M moderne.

## Producție și moștenire
În total, BMW a produs aproximativ 30.546 unități E9, dintre care 1.265 erau versiuni CSL.
E9 a fost succedat de BMW E24 6 Series, însă rămâne unul dintre cele mai apreciate coupe-uri clasice BMW. Astăzi, BMW E9 este un model de colecție, valoros datorită designului elegant și performanțelor impresionante pentru epoca sa.